# Club Italia 2022-2023 (pallavolo femminile)
Questa voce raccoglie le informazioni riguardanti il Club Italia nelle competizioni ufficiali della stagione 2022-2023.

## Stagione
Nella stagione 2022-23 il Club Italia non assume alcuna denominazione sponsorizzata.
Per decisione della FIPAV partecipa per la settima volta alla Serie A2 terminando il girone A della regular season di campionato al dodicesimo posto in classifica . Disputa quindi la pool salvezza che chiude al decimo posto retrocedendo in serie Serie B1.

## Organigramma societario
Area direttiva
- Presidente: Giuseppe Manfredi

Area tecnica
- Allenatore: Marco Mencarelli
- Allenatore in seconda: Michele Fanni
- Assistente allenatore: Giancarlo Chirichella
- Scout Man: Lorenzo Abbiati

## Rosa
| N° | Nome              | Ruolo | Data di nascita   | Nazionalità sportiva |
| -- | ----------------- | ----- | ----------------- | -------------------- |
| 1  | Nausica Acciarri  | C     | 25 settembre 2004 | Italia               |
| 2  | Nicole Modesti    | C     | 16 marzo 2004     | Italia               |
| 3  | Virginia Adriano  | O     | 22 luglio 2004    | Italia               |
| 4  | Giorgia Amoruso   | S     | 18 maggio 2006    | Italia               |
| 5  | Ilaria Batte      | P     | 27 giugno 2005    | Italia               |
| 6  | Aurora Micheletti | C     | 27 aprile 2005    | Italia               |
| 7  | Giulia Viscioni   | S     | 13 agosto 2004    | Italia               |
| 8  | Noemi Despaigne   | S     | 21 dicembre 2005  | Italia               |
| 9  | Manuela Ribechi   | L     | 15 febbraio 2004  | Italia               |
| 10 | Viola Passaro     | P     | 30 novembre 2004  | Italia               |
| 11 | Arianna Gambini   | L     | 14 aprile 2005    | Italia               |
| 12 | Lisa Esposito     | S     | 25 settembre 2005 | Italia               |
| 13 | Dominika Giuliani | S     | 26 novembre 2004  | Italia               |
| 14 | Caterina Peroni   | S     | 21 maggio 2007    | Italia               |
| 15 | Maia Monaco       | C     | 12 luglio 2006    | Italia               |
| 16 | Sara Bellia       | S     | 9 marzo 2004      | Italia               |

## Mercato
| Acquisti | Acquisti         | Acquisti        | Acquisti |
| R.       | Nome             | da              | Modalità |
| -------- | ---------------- | --------------- | -------- |
| O        | Virginia Adriano | Chieri '76      | prestito |
| S        | Giorgia Amoruso  | Busnago         | prestito |
| P        | Ilaria Batte     | Volleyrò        | prestito |
| S        | Sara Bellia      | Volleyrò        | prestito |
| L        | Arianna Gambini  | Anderlini       | prestito |
| C        | Nicole Modesti   | Pro Victoria    | prestito |
| C        | Maia Monaco      | Futura Giovani  | prestito |
| S        | Caterina Peroni  | CUS Brescia     | prestito |
| S        | Giulia Viscioni  | Savino Del Bene | prestito |

| Cessioni | Cessioni         | Cessioni            | Cessioni   |
| R.       | Nome             | a                   | Modalità   |
| -------- | ---------------- | ------------------- | ---------- |
| S        | Anna Adelusi     | Firenze             | definitivo |
| L        | Emma Barbero     | Megavolley          | definitivo |
| C        | Islam Gannar     | Hermaea             | definitivo |
| S        | Julia Ituma      | AGIL                | definitivo |
| C        | Giulia Marconato | Montecchio Maggiore | definitivo |
| S        | Stella Nervini   | Chieri '76          | definitivo |
| C        | Betsy Nwokoye    | Roma Club           | definitivo |
| P        | Anna Pelloia     | -                   |            |
| S        | Amelie Vighetto  | AGIL                | definitivo |

## Risultati

### Serie A2

#### Girone di andata
| 1ª Giornata - 23 ottobre 2022 Geopalace, Olbia                            | Hermaea        | 3 - 0 | Club Italia       | 25-16, 25-23, 25-19        |
| 2ª Giornata - 29 ottobre 2022 Centro Pavesi, Milano                       | Club Italia    | 1 - 3 | Esperia           | 25-20, 22-25, 14-25, 23-25 |
| 3ª Giornata - 5 novembre 2022 Centro Pavesi, Milano                       | Club Italia    | 3 - 1 | Lecco Picco       | 20-25, 25-19, 25-18, 25-20 |
| 4ª Giornata - 9 novembre 2022 Palestra Vezio Magagni, Castelnuovo Rangone | Montale        | 3 - 1 | Club Italia       | 18-25, 26-24, 25-20, 27-25 |
| 5ª Giornata - 12 novembre 2022 Centro Pavesi, Milano                      | Club Italia    | 1 - 3 | Trentino          | 25-19, 11-25, 11-25, 16-25 |
| 6ª Giornata - 20 novembre 2022 PalaManera, Mondovì                        | Mondovì        | 3 - 0 | Club Italia       | 25-21, 25-19, 25-17        |
| 7ª Giornata - 23 novembre 2022 PalaFrancescucci, Casnate con Bernate      | Alba           | 3 - 0 | Club Italia       | 25-22, 25-18, 25-15        |
| 8ª Giornata - 26 novembre 2022 Centro Pavesi, Milano                      | Club Italia    | 3 - 1 | Offanengo         | 25-21, 27-29, 25-16, 25-22 |
| 9ª Giornata - 4 dicembre 2022 PalaPaganelli, Sassuolo                     | Idea Sassuolo  | 3 - 1 | Club Italia       | 25-17, 22-25, 25-14, 25-18 |
| 10ª Giornata - 10 dicembre 2022 Centro Pavesi, Milano                     | Club Italia    | 0 - 3 | Millenium Brescia | 21-25, 17-25, 18-25        |
| 11ª Giornata - 18 dicembre 2022 PalaBorsani, Castellanza                  | Futura Giovani | 3 - 0 | Club Italia       | 25-22, 25-13, 25-16        |

#### Girone di ritorno
| 12ª Giornata - 26 dicembre 2022 Centro Pavesi, Milano   | Club Italia       | 3 - 0 | Hermaea        | 25-13, 27-25, 25-23        |
| 13ª Giornata - 7 gennaio 2023 PalaRadi, Cremona         | Esperia           | 3 - 0 | Club Italia    | 25-19, 25-10, 25-16        |
| 14ª Giornata - 15 gennaio 2023 PalaBione, Lecco         | Lecco Picco       | 3 - 0 | Club Italia    | 25-17, 25-22, 25-21        |
| 15ª Giornata - 18 gennaio 2023 Centro Pavesi, Milano    | Club Italia       | 1 - 3 | Montale        | 20-25, 16-25, 25-15, 22-25 |
| 16ª Giornata - 22 gennaio 2023 PalaSanbapolis, Trento   | Trentino          | 3 - 0 | Club Italia    | 25-22, 25-9, 25-18         |
| 17ª Giornata - 4 febbraio 2023 Centro Pavesi, Milano    | Club Italia       | 0 - 3 | Mondovì        | 19-25, 19-25, 19-25        |
| 18ª Giornata - 8 febbraio 2023 Centro Pavesi, Milano    | Club Italia       | 0 - 3 | Alba           | 21-25, 11-25, 23-25        |
| 19ª Giornata - 12 febbraio 2023 PalaCoim, Offanengo     | Offanengo         | 3 - 0 | Club Italia    | 25-22, 25-20, 25-18        |
| 20ª Giornata - 18 febbraio 2023 Centro Pavesi, Milano   | Club Italia       | 1 - 3 | Idea Sassuolo  | 25-22, 19-25, 23-25, 17-25 |
| 21ª Giornata - 26 febbraio 2023 PalaGeorge, Montichiari | Millenium Brescia | 3 - 1 | Club Italia    | 25-20, 25-21, 22-25, 25-19 |
| 22ª Giornata - 5 marzo 2023 Centro Pavesi, Milano       | Club Italia       | 1 - 3 | Futura Giovani | 25-20, 21-25, 16-25, 24-26 |

#### Pool Salvezza
| 1ª Giornata - 11 marzo 2023 Centro Pavesi, Milano                    | Club Italia | 3 - 0 | Vicenza     | 25-21, 28-26, 25-22              |
| 2ª Giornata - 19 marzo 2023 Palestra UniMe, Messina                  | Sant'Anna   | 3 - 1 | Club Italia | 25-23, 19-25, 25-18, 25-22       |
| 3ª Giornata - 21 marzo 2023 Palazzetto dello Sport, Marsala          | Marsala     | 3 - 1 | Club Italia | 25-22, 23-25, 25-23, 25-21       |
| 4ª Giornata - 25 marzo 2023 Centro Pavesi, Milano                    | Club Italia | 2 - 3 | Assitec     | 25-20, 23-25, 19-25, 25-23, 9-15 |
| 6ª Giornata - 8 aprile 2023 Centro Pavesi, Milano                    | Club Italia | 3 - 0 | Perugia     | 25-19, 25-21, 25-18              |
| 7ª Giornata - 16 aprile 2023 Palasport Città di Vicenza, Vicenza     | Vicenza     | 0 - 3 | Club Italia | 14-25, 22-25, 22-25              |
| 8ª Giornata - 22 aprile 2023 Centro Pavesi, Milano                   | Club Italia | 1 - 3 | Sant'Anna   | 28-30, 22-25, 25-23, 16-25       |
| 9ª Giornata - 10 maggio 2023 Centro Pavesi, Milano                   | Club Italia | 3 - 0 | Marsala     | 25-19, 25-19, 25-21              |
| 10ª Giornata - 30 aprile 2023 PalaIaquaniello, Sant'Elia Fiumerapido | Assitec     | 3 - 0 | Club Italia | 25-13, 25-9, 25-20               |
| 12ª Giornata - 14 maggio 2023 PalaPellini, Perugia                   | Perugia     | 3 - 1 | Club Italia | 21-25, 25-22, 25-18, 25-22       |

## Statistiche

### Statistiche di squadra
| Competizione | Punti | In casa | In casa | In casa | In trasferta | In trasferta | In trasferta | Totale | Totale | Totale |
| Competizione | Punti | G       | V       | P       | G            | V            | P            | G      | V      | P      |
| ------------ | ----- | ------- | ------- | ------- | ------------ | ------------ | ------------ | ------ | ------ | ------ |
| Serie A2     | 22    | 16      | 6       | 10      | 16           | 1            | 15           | 32     | 7      | 25     |
| Totale       | -     | 16      | 6       | 10      | 16           | 1            | 15           | 32     | 7      | 25     |

G = partite giocate; V = partite vinte; P = partite perse 

### Statistiche dei giocatori
| Giocatore     | Serie A2 | Serie A2 | Serie A2 | Serie A2 | Serie A2 | Totale | Totale | Totale | Totale | Totale |
| Giocatore     | P        | PT       | AV       | MV       | BV       | P      | PT     | AV     | MV     | BV     |
| ------------- | -------- | -------- | -------- | -------- | -------- | ------ | ------ | ------ | ------ | ------ |
| N. Acciarri   | 29       | 282      | 173      | 83       | 26       | 29     | 282    | 173    | 83     | 26     |
| V. Adriano    | 32       | 311      | 272      | 23       | 16       | 32     | 311    | 272    | 23     | 16     |
| G. Amoruso    | 13       | 21       | 16       | 3        | 2        | 13     | 21     | 16     | 3      | 2      |
| I. Batte      | 23       | 31       | 16       | 12       | 3        | 23     | 31     | 16     | 12     | 3      |
| S. Bellia     | 0        | 0        | 0        | 0        | 0        | 0      | 0      | 0      | 0      | 0      |
| N. Despaigne  | 9        | 41       | 36       | 5        | 0        | 9      | 41     | 36     | 5      | 0      |
| L. Esposito   | 28       | 242      | 207      | 10       | 25       | 28     | 242    | 207    | 10     | 25     |
| A. Gambini    | 18       | 3        | 2        | 1        | 0        | 18     | 3      | 2      | 1      | 0      |
| D. Giuliani   | 31       | 289      | 249      | 22       | 18       | 31     | 289    | 249    | 22     | 18     |
| A. Micheletti | 14       | 39       | 27       | 4        | 8        | 14     | 39     | 27     | 4      | 8      |
| N. Modesti    | 27       | 114      | 55       | 29       | 30       | 27     | 114    | 55     | 29     | 30     |
| M. Monaco     | 12       | 70       | 44       | 15       | 11       | 12     | 70     | 44     | 15     | 11     |
| V. Passaro    | 29       | 20       | 4        | 7        | 9        | 29     | 20     | 4      | 7      | 9      |
| C. Peroni     | 2        | 1        | 1        | 0        | 0        | 2      | 1      | 1      | 0      | 0      |
| M. Ribechi    | 29       | 0        | 0        | 0        | 0        | 29     | 0      | 0      | 0      | 0      |
| G. Viscioni   | 31       | 250      | 199      | 30       | 21       | 31     | 250    | 199    | 30     | 21     |

P = presenze; PT = punti totali; AV = attacchi vincenti; MV = muri vincenti; BV = battute vincenti